# Quân khu Tây Tạng
Quân khu Tây Tạng là một quân khu cấp tỉnh trực thuộc quân khu Thành Đô. Quân khu được Quân Giải phóng Nhân dân Trung Quốc thành lập để quản lý các lực lượng vũ trang đóng trên địa bàn khu tự trị. Do yếu tố lịch sử, địa khu Ngari của Tây Tạng thuộc thẩm quyền của Quân khu Tân Cương trực thuộc Quân khu Lan Châu. Quân khu Tây Tạng được thành lập từ năm 1951, năm đầu quân khu có người đứng đầu là người Tạng nhưng từ năm 1952 trở đi, đứng đầu quân khu là người Hán. Năm 1959, quân khu đã giữ vững chủ quyền của Trung Quốc tại Tây Tạng. Năm 1968, quân khu được hạ cấp và trở thành một quân khu trực thuộc Quân khu Thành Đô.

## Lãnh đạo qua các thời kỳ
Tư lệnh
1. Trương Quốc Hoa (張國華) 2/1952—7/1968, Trung tướng
2. Tằng Ung Nhã (曾雍雅) 7/1968—11/1970
3. Trần Minh Nghĩa [(陳明義) 11/1970—11/1973, Thiếu tướng
4. Khích Tấn Vũ (隙晉武) 11/1973—5/1978
5. Trương Quý Vinh (張貴榮]] 5/1978—8/1983
6. Khương Hồng Tuyền (姜洪泉) 8/1983—9/1992, Thiếu tướng
7. Chu Văn Bích (周文碧]) 9/1992—9/1996, Thiếu tướng
8. Mông Tiến Hỉ (蒙進喜) 9/1996—8/2004, Trung tướng
9. Đổng Quý Sơn (董貴山) 8/2004—7/2008, Trung tướng
10. Thư Ngọc Thái (舒玉泰) 7/2008-12/2009, Thiếu tướng
11. Dương Kim Sơn (杨金山) 12/2009-7/2013, Thiếu tướng
12. Hứa Dũng (许勇) 7/2013-, Trung tướng

Chính ủy
1. Trung tướng Đàm Quan Tam（？—？）
2. Trung tướng Trương Kinh Vũ（？—？，Chính ủy đệ Nhất）
3. Thiếu tướng Nhậm Vinh（？—？）
4. Âm Pháp Đường（？—？，Chính ủy đệ Nhất）
5. Cảnh Toàn Lễ（？—？）
6. Thiếu tướng Hồ Vĩnh Trụ（2/1993－6/2000）
7. Trung tướng Đoàn Lộc Định（？—？）
8. Trung tướng Vương Tăng Bát（6/2007－7/2010）
9. Trung tướng Điêu Quốc Tân（12/2012－8/2016）
10. Trung tướng Vương Kiến Vũ（8/2016－）